# Distretto di Kabarole
Il distretto di Kabarole è un distretto dell'Uganda, situato nella Regione occidentale.